# Takeda Nobuyoshi
Takeda Nobuyoshi est un nom japonais traditionnel ; le nom de famille (ou le nom d'école), Takeda, précède donc le prénom (ou le nom d'artiste).
Takeda Nobuyoshi (武田 信吉, 18 octobre 1583-15 octobre 1603) est un daimyo de l'époque Azuchi Momoyama de l'histoire du Japon. Né Tokugawa Fukumatsumaru, il est un des fils de Tokugawa Ieyasu. Sa mère serait Otoma, fille d'Akiyama Torayasu, vassal du clan Takeda. Comme Ieyasu prend pitié du clan Takeda détruit, il change le nom de son fils pour « Takeda Manchiyomaru » puis « Takeda Shichirō Nobuyoshi ». Il confie le garçon aux soins des Anayama de la province de Kai.
Après le déplacement de Ieyasu dans la région de Kantō, Nobuyoshi reçoit un domaine d'une valeur de 30 000 koku centré autour du château de Kogane dans la province de Shimōsa. De Kogane, il est transféré au château de Sakura et un fief de 100 000 koku. En 1600, pour son service en tant que rusui-yaku de l'enceinte occidentale du château d'Edo, Ieyasu (victorieux à l'issue de la bataille de Sekigahara) donne à son fils le domaine de Mito aux revenus de 250 000 koku. Cependant, comme Nobuyoshi est malade depuis sa naissance, il meurt bientôt trois jours avant ses 20 ans. Avec la mort de Nobuyoshi, les Takeda de Kai connaissent une seconde fin.

## Source de la traduction
- (en) Cet article est partiellement ou en totalité issu de l’article de Wikipédia en anglais intitulé « Takeda Nobuyoshi » (voir la liste des auteurs).